# Flade Sogn (Morsø Kommune)
 For alternative betydninger, se Flade Sogn. (Se også artikler, som begynder med Flade Sogn)
Flade Sogn er et sogn i Morsø Provsti (Aalborg Stift).
Flade Sogn havde indtil 1885 Sønder Dråby Sogn som anneks, derefter Bjergby Sogn. Alle 3 sogne hørte til Morsø Nørre Herred i Thisted Amt. Sognekommunen fulgte den gamle annektering og hed stadig Flade-Sønder Dråby. Den blev ved kommunalreformen i 1970 indlemmet i Morsø Kommune.
I Flade Sogn ligger Flade Kirke.
I sognet findes følgende autoriserede stednavne:
- Flade (bebyggelse, ejerlav)
- Frostkær (areal)
- Hanklit (areal)
- Havdal (bebyggelse)
- Langsbjerg Høj (areal)
- Salgjerhøj (areal, bebyggelse)